# Història de l'embriologia

## D'Aristòtil fins a la segona meitat delseglexviii
Fins al segle xviii, el coneixement del desenvolupament animal va estar fonamentalment marcat per Aristòtil i per alguns naturalistes dels segles xvi i xvii com Hieronymus Frabricius ab Aquapendente, William Harvey i Marcello Malpighi. Però, tots aquests treballs estaven limitats pel fet que les descripcions corresponien sempre a etapes tardanes del desenvolupament, el que no permetia esclarir el clàssic debat entre preformacionistes i epigenetistes. Al llarg de la segona meitat del segle xviii, diversos autors van donar un nou impuls a l'embriologia: Victor Albrecht von Haller, Lazzaro Spallanzani i Caspar Friedrich Wolff.

## Inici delseglexixi triomf de l'epigenetisme
A partir del segle xix, la idea de l'epigènesi comença a imposar-se entre els naturalistes. La idea de la "pulsió formadora" de Johann Friedrich Blumenbach, així com les d'historicitat i progressió en la naturalesa expliquen l'èxit d'aquest nou marc teòric. A partir de llavors, es multipliquen les publicacions entorn l'embriologia (Meckel, Lorenz Oken, Friedrich Tiedemann).
A partir de 1810, l'embriología coneix una atenció sense precedents. Christian Pander, Karl Ernst von Baer i Martin Heinrich Rathke són considerats com els tres grans pares de l'embriologia moderna. L'obra de Pander el 1817 va marcar l'inici d'aquest període, que va culminar amb la Entwickelungsgeschichte de von Baer. L'embriologia va ser una ciència fonamentalment alemanya, encara que no exclusivament. A Itàlia destaquen els treballs de Rusconi sobre el desenvolupament dels amfibis i a França els de Dutrochet, Duges i Cost sobre els vertebrats. Des d'aleshores es van imposar dos grans línies d'investigació: l'estudi del desenvolupament de l'embrió humà i del desenvolupament primerenc dels mamífers.
En poques dècades van tenir lloc les observacions més importants i es van expressar i van discutir els grans temes de l'embriologia, com l'òvul dels mamífers i la teoria de les fulles embrionàries. Aquesta edat d'or de l'embriologia s'explica per raons tant metodològiques com teòriques. Entre les primeres, les millores de les tècniques d'observació, especialment del microscopi; entre la segones, la idea d'historicitat introduïda per la Naturphilosophie («filosofia de la natura»), que va conduir a pensar en les formes orgàniques com formes dinàmiques.

## Embriologia experimental
- Wilhelm His és considerat un dels fundadors de l'embriologia experimental. Des del punt de vista conceptual, His es va oposar a la subordinació de l'embriologia a la filogenètica proposada per Ernst Haeckel i Carl Gegenbaur. Des del punt de vista tècnic, la seva millora del micròtom va ser essencial per al desenvolupament de l'embriologia com disciplina autònoma. Gràcies al nou aparell, es va assolir obtenir sèries contínues de seccions laminares de l'embrió.
- Eduard Pflüger (1829-1910)
- Gustav Born (1851-1900)
- Wilhelm Roux i Hans Driesch, ambdós deixebles de Haeckel, són considerats com els fundadors de l'embriologia experimental com a disciplina autònoma.
- Theodor Boveri (1862-1915)
- Edmund Beecher Wilson (1856-1939): El 1898 Wilson va utilitzar les semblances entre embrions per a descriure relacions filogenètiques. Observant la segmentació espinal en mol·luscs, platelmints i anèl·lids va concloure que els mateixos òrgans procedien del mateix grup de cèl·lules, i va concloure que tots aquests organismes havien de compartir un ancestre comú. En el camp de la genètica, Wilson va descobrir la determinació cromosómica del sexe.
- Thomas Hunt Morgan (1866-1945)